# زیباترین (آلبوم)
«زیباترین» نام اثری به آهنگسازی محمدجواد ضرابیان و با صدای علیرضا افتخاری است که توسط گروه سماع به سرپرستی محمدجواد ضرابیان اجرا شده‌است. این آلبوم دارای ۸ قطعه می‌باشد.

## شرح

### هنرمندان
- خواننده: علیرضا افتخاری
- آهنگسازی: محمدجواد ضرابیان با گروه سماع
- منتشر شده توسط مؤسسه ساربانگ

#### نوازندگان
- سنتور: محمدجواد ضرابیان
- تار و سه تار: عرفان گنجه‌ای
- کمانچه: سینا جهان‌آبادی
- دف و دهل: مسعود حبیبی
- نی: بهروز الوندی پور
- بربط: فرامرز گرمارودی
- تار: شهرام میرجلالی
- تنبک: کامبیز گنجه‌ای

#### عوامل دیگر
- ضبط: استودیو پژواک
- اجرا کامپیوتر: فرزاد مرشد

## قطعات
| نام ترانه                | ترانه‌سرا      | آهنگساز          |
| ------------------------ | ------------- | ---------------- |
| تصنیف زیباترین           | م. آزاد       | محمدجواد ضرابیان |
| گروه نوازی همراه با آواز | ه.ا. سایه     | محمدجواد ضرابیان |
| آمان آمان                | عارف          | عارف             |
| تصنیف کعبهٔ مهر           | قیصر امین پور | محمدجواد ضرابیان |
| ساز و آواز               | قیصر امین پور | محمدجواد ضرابیان |
| چهار مضراب گروه نوازی    |               | محمدجواد ضرابیان |
| ساز و آواز               | فریدون مشیری  | محمدجواد ضرابیان |
| تصنیف گل بهاری           | فریدون مشیری  | محمدجواد ضرابیان |